# 栓果芹属
栓果芹属（学名：Cortiella）是伞形科下的一个属，为多年生垫状草本植物。该属共有2种，分布于中国西藏。